# 佐野屋喜兵衛
佐野屋 喜兵衛（さのや きへえ、生没年不詳）は江戸時代から明治時代にかけての江戸の地本問屋。

## 来歴
喜鶴堂、佐野喜と号す。奥村氏。享保 から慶応明治年間に日本橋平松町、芝神明前三島町角五郎兵衛店、長兵衛店で営業している。江戸地本草紙問屋元組29名のひとり。錦絵、草双紙類を中心に千代紙・絵半切などを出版した江戸後期に幅広く活動した版元であった。刊行年未詳の『長雄江戸往来』に太保堂とある。西村重長、鈴木春信らの絵本、菊川英山、歌川広重、歌川国芳、渓斎英泉、2代目歌川広重、2代目歌川国貞らの錦絵などを出版している。

## 作品
- 『金沢江戸道中案内』 享保2年（1717年）
- 西村重長 『絵本江戸土産』 絵本 宝暦3年（1753年）
- 鈴木春信 『絵本続江戸土産』 絵本 明和5年（1768年）
- 菊川英山 『青楼名君花合』 大判 錦絵揃物 文化5年（1808年）
- 渓斎英泉 『浮世美人十二ヶ月』
- 渓斎英泉『今様美人競』 大判 錦絵揃物 文政中期
- 歌川広重 『江戸名所』
- 歌川広重『花鳥』 短冊判
- 歌川広重『富士川上流の雪景』
- 歌川広重『不二三十六景』
- 歌川広重『東都名所』横大判数十枚あり  錦絵揃物 天保‐嘉永
- 歌川広重『江戸近郊八景之内』横大判  錦絵揃物 天保8年（1837年）ころ
- 歌川広重『東海道五十三次之内（狂歌入東海道）』 中判56枚揃 錦絵 天保11年（1840年）ころ ※『東海道つつき絵』、『五十三 次風景写真』とも記される。
- 歌川広重 『富士川上流の雪景』 大判上下2枚継 錦絵 天保13年（1842年）ころ
- 歌川国芳 『駒形の朝霧』
- 2代目歌川広重 『新吉原仲の町』
- 2代目歌川国貞 『西国奇談』 合巻 二世為永春水作 安政3年（1856年）‐明治8年（1875年）